# Harold A. Drake
Harold Allen Drake (1942) è uno storico statunitense, noto per gli studi sull'Antica Roma.

## Biografia
Nato nel 1942, Drake è cresciuto nel sud della California e ha frequentato la North Hollywood High School. Ha studiato giornalismo e storia alla University of Southern California, dove è stato caporedattore del Daily Trojan dal 1962 al 1963. Dopo la laurea Drake lavorò come giornalista per la United Press International. Ha poi proseguito gli studi universitari di storia presso l'Università del Wisconsin-Madison, dove si laureò nel 1966 con una tesi intitolata "The Great Vaccination Campaign: How Public Opinion was used in Early Modern Britain". Interessato alla storia politica della tarda antichità, si addottorò con una tesi dal titolo “Semper victor eris: Evidence for the Policy and Belief of Constantine I contained in Eusebius' Tricennial oration”. Mentre conduceva ricerche presso l'American Academy in Rome, Drake accettò una posizione di docente di storia antica presso l'Università della California, Santa Barbara, dove insegnò dal 1970 al pensionamento nel 2008. Tra il 1987 e il 1990 diresse il dipartimento di storia dell'ateneo.

## Opere
- H. A. Drake, In Praise of Constantine: A Historical Study and New Translation of Eusebius' Tricennial Orations, Berkeley e Los Angeles, University of California Press, 1976.
- H. A. Drake, Eudoxia and the Holy Sepulchre: A Constantinian Legend in Coptic (Milano: Cisalpino, 1980).
- H. A. Drake, Constantine and the Bishops: The Politics of Intolerance (Baltimora e Londra: Johns Hopkins University Press, 2000).
- H. A. Drake (co-autore), Laws, Gods, and Heroes: Thematic Readings in Early Western History (Kendall Hunt, 2002).
- H. A. Drake, (co-editore), Violence in Late Antiquity (Routledge, 2006).
- H. A. Drake (editore), The City in the Classical and Post-Classical World: Changing Contexts of Power and Identity (Cambridge: Cambridge University Press, 2014).
- H. A. Drake, A Century of Miracles: Christians, Pagans, Jews, and the Supernatural, 312-410 (Oxford: Oxford University Press, 2017).